# Memorandum di Hossbach
Il memorandum di Hossbach è un resoconto dei colloqui svoltisi nella Cancelleria del Reich, il 5 novembre 1937, scritto dal colonnello conte Friedrich Hossbach, aiutante militare del Führer. Oltre a loro erano presenti altre cinque persone: il feldmaresciallo von Blomberg, ministro della Guerra e comandante in capo delle forze armate; il colonnello generale barone von Fritsch, comandante in capo dell'esercito; l'ammiraglio Raeder, comandante in capo della marina; il colonnello generale Göring, comandante in capo dell'aeronautica e il barone von Neurath, ministro degli Esteri.
È opinione diffusa, ma non condivisa da tutti gli storici, che durante l'incontro Adolf Hitler avrebbe delineato le future linee espansionistiche della Germania nazista.

## Contenuti
L'analisi di Hitler partiva dalla convinzione che l'«obiettivo della politica tedesca è la difesa e la tutela della comunità razziale e il suo potenziamento; è perciò un problema di spazio vitale (Lebensraum)». I tedeschi avevano a suo avviso «"diritto a uno spazio vitale maggiore di quello degli altri popoli... Il futuro della Germania dipende quindi completamente dalla misura in cui il suo bisogno di spazio sarà soddisfatto" [...] non certo in qualche lontana colonia ma nel cuore stesso dell'Europa, "nelle immediate vicinanze del Reich"». 
Tale problema era «risolvibile solo con la forza» e i principali ostacoli a tale obiettivo erano la Francia e la Gran Bretagna, contro le quali non era però auspicabile uno scontro prima della realizzazione di altri risultati. In particolare, si dice nel memorandum, «il nostro primo obiettivo dovrà essere la sconfitta simultanea della Cecoslovacchia e dell'Austria, cosi da eliminare la minaccia sul fianco nel caso di qualsiasi operazione contro l'Occidente... Se i cechi venissero sconfitti e si creasse una frontiera tedesco-ungherese, si potrebbe quasi certamente contare sulla neutralità della Polonia nell'eventualità di un conflitto franco-tedesco».  
Secondo William Shirer, storico del Terzo Reich, in quel 5 novembre 1937 Hitler espresse la sua irrevocabile decisione di entrare in guerra, segnando i futuri eventi del secondo conflitto mondiale.
Lo storico britannico A. J. P. Taylor invece ha ridimensionato con forza la portata del documento e dell'incontro, che avrebbe avuto il solo scopo di superare le difficoltà opposte dal ministro Hjalmar Schacht a nuove spese in armamenti.